# David Bailey
Pour les articles homonymes, voir David Bailey (homonymie) et Bailey.
David Bailey, né le 2 janvier 1938 à Leytonstone (Londres), est un photographe de mode et de portrait et un réalisateur de films publicitaires anglais. Il vit et travaille à Londres. Il est connu pour ses photos de mode dynamiques dans les rues londoniennes.
Il est également connu pour avoir inspiré au réalisateur Michelangelo Antonioni le personnage de Thomas le photographe pour son film Blow-Up ainsi que, entre autres, pour son rôle majeur de photographe du British Vogue dans les années 1960.

## Biographie
Fils de tailleur, David Royston Bailey grandit dans l'East End,. Jeune, il est intéressé par les oiseaux qu'il prend en photo, la trompette puis les disques de jazz. Il fait divers petits boulots avant d'entrer dans l'armée en 1956.
Alors que rien ne l'y destinait, il découvre la photographie pendant son service militaire dans la Royal Air Force en Malaisie et à Singapour, grâce à des images de Henri Cartier-Bresson. « J'avais le choix, âgé de seize ans. J'aurais pu être musicien de jazz, acteur ou voleur de voiture. Ils disaient que je ne pouvais pas être photographe de mode […] ». Il achète pourtant son premier appareil Rolleiflex puis devient en 1959 assistant du photographe John French (en) à Londres, après avoir écrit à plusieurs photographes. Il y reste onze mois, sans réellement goût pour la photographie de mode, métier qui lui vient progressivement.
Il est, à l'âge de vingt-deux ans, sous contrat avec le British Vogue, ainsi que, tout en restant indépendant, du Daily Express, du Sunday Times, du Daily Telegraph, de Elle, ou de Glamour.
David Bailey réalise au cours des années 1960 des documentaires sur Warhol ou Visconti, mais également des films publicitaires jusqu'aux environs des années 2000, une grande source de revenus au cours de sa carrière, réalisant près de 1 500 spots.

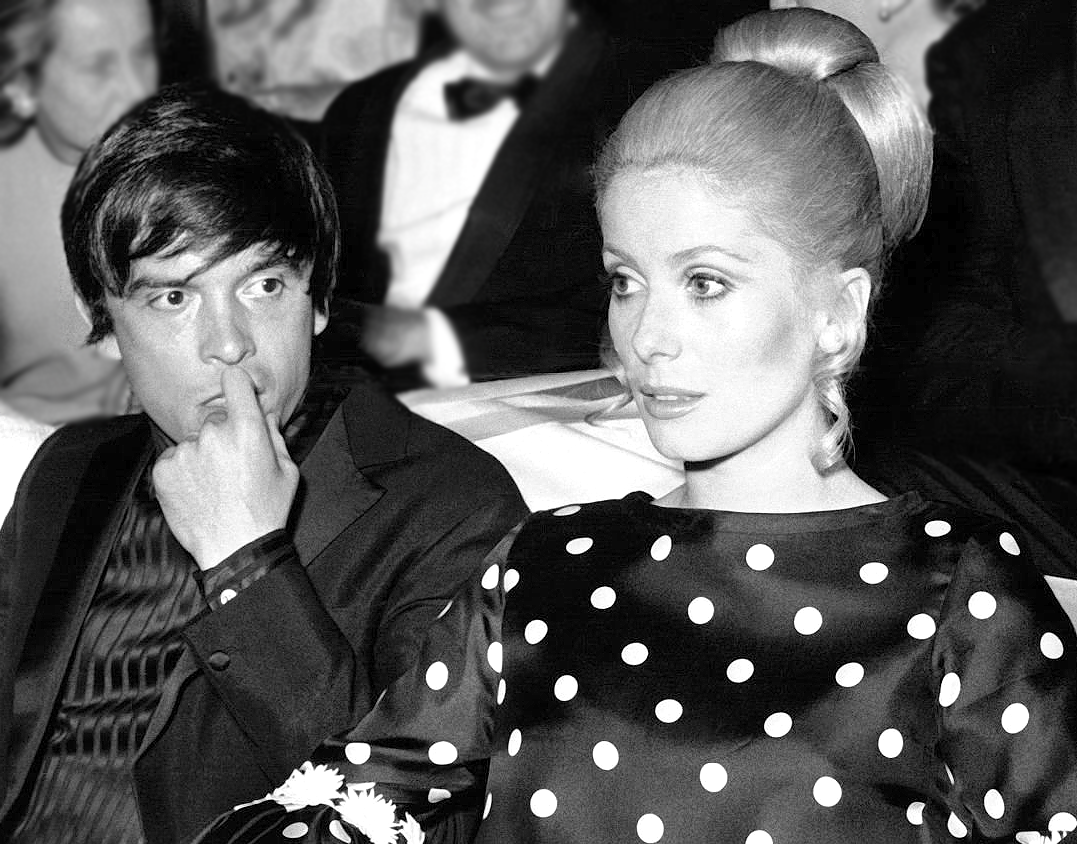
Le photographe à Venise, avec son épouse Catherine Deneuve, en 1967.

Durant l'époque du Swinging London, il en devient l'un des symboles : figure majeure des sixties, il émerge parmi de nombreux photographes dans ce qui est à l'époque la Capitale de la mode, Londres. Il photographie la contre-culture en puisant son inspiration dans la Nouvelle Vague et le cinéma. À l'aube de la révolution sexuelle, il change la photographie de mode et ses clichés propulsent le photographe et son mannequin au rang d’icône des années 1960 en instaurant dans la photo de mode une connotation sexuelle,. David Bailey réalise ses prises de vue en recherchant le naturel des mannequins de l'époque : Paulene Stone avec qui il débute, Amanda Lear, Twiggy ou encore Jean Shrimpton.
À la fin des années 1960, sa carrière de photographe de mode et de publicité continue, mais il s'oriente peu à peu vers les paysages, l'architecture, les natures mortes, les nus et surtout le portrait qu'il affectionne,,. Ami depuis plusieurs décennies de Mick Jagger, il photographie les Rolling Stones, puis explore ensuite le milieu Pop des années 1970 tout comme le mouvement hippie. « L'erreur c'est de croire que j'ai été aussi un photographe de mode, mais les vêtements n'étaient qu'un prétexte. Je réalisais davantage le portrait d'une fille que l'image d'une fille portant des vêtements. ». Son style reste souvent décrit comme « cadrage serré, fond blanc, pose minimale ».
En 2001, il est fait CBE, puis en 2005, il reçoit la médaille du centenaire de la Royal Photographic Society. 
En 2016, il reçoit le prix pour l'œuvre d'une vie.

### Vie privée
Il a une liaison avec Jean Shrimpton durant quatre ans. Il épouse Catherine Deneuve en 1965 à Londres. Ils se séparent en 1967 mais le divorce n'est prononcé qu'en 1972 et David Bailey rejoint Penelope Tree alors âgée de dix-sept ans. De 1975 à 1985, il est marié à Marie Helvin, une de ses modèles.
Dans les années 1980, il épouse sa quatrième femme, Catherine Dyer, et a trois enfants.

## Expositions sélectives
Années 2000
- 2002 : Hamiltons Gallery de Londres, Angleterre.
- 2001 : Museum of Modern Art, The Dean Gallery, National Galleries of Scotland, Édimbourg, Écosse.
- 2000 : City Art Museum d'Helsinki, Finlande ; Maderna Museet, Stockholm, Suède.

Années 1990
- 1999 : Exposition itinérante Birth of the Cool 1957 - 1969 ; Barbican Art Gallery, Londres, Angleterre ; National Museum of Film, Photography and Television, Bradford, Angleterre.
- 1998 : A Gallery for Fine Photography de la Nouvelle-Orleans, États-Unis.
- 1997 : Galerie Carla Sozzani de Milan, Italie ; Camerawork Photogalerie de Berlin, Allemagne.
- 1990 : Fahey Klein Gallery de Los Angeles, États-Unis.

Années 1980
- 1989 : Hamiltons Gallery de Londres, Angleterre, nombreuses expositions ; Royal Photographic Society, Bath, Bailey Now!.
- 1985 : Enchères Sotheby's pour le Live Aid Concert for Band Aid ; ICA, Londres, Pictures of Sudan for Band Aid ; Victoria & Albert Museum de Londres, Angleterre, Shots of Style.
- 1984 : International Center of Photography (ICP), New York, États-Unis.
- 1983[16] : Victoria & Albert Museum de Londres, Angleterre, Rétrospective personnelle.

Années 1970
- 1971 : National Portrait Gallery de Londres, Angleterre.

## Filmographie
- 2012 : We'll Take Manhattan[20],[21]. Téléfilm ayant pour sujet la série de photographies qu'il réalise avec Jean Shrimpton en 1962 à New York pour le magazine américain Vogue.
- 1999 : Suspicion